# Sinkanszen 0-s sorozat

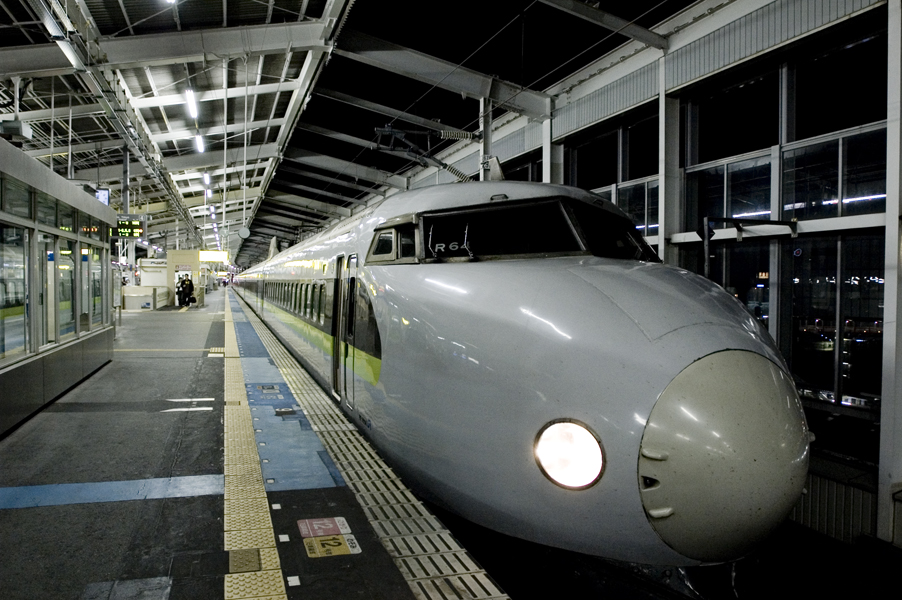
Egy motorvonat Okajama állomáson 2007. április 29-én

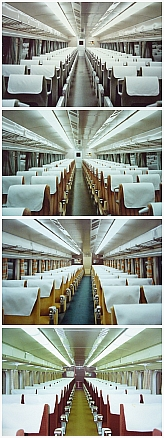
Utastér

A Sinkanszen 0-s sorozat (0系; Hepburn: Zero-kei) motorvonatok voltak az első szerelvények az 1964-ben megnyíló Sinkanszen nagysebességű vasútvonalon Japánban. A szerelvényeket a Nippon Sharyo, a Kawasaki Sharyo, a Kinki Sharyo, a Kisha Seizo és a Hitachi gyártotta 1963 és 1986 között. Üzemeltetőjük a JR West volt.

## Története
A 0-sorozat (melynek eredetileg nem volt sorozatjelzése, ezt csak később kapta, miután újabb szerelvények is munkába álltak) 1964. október elsején állt forgalomba Japánban. Ezen a napon nyitották meg ugyanis Tokió-Oszaka között a szigetország Tókaidó Sinkanszen nagysebességű, 515 km hosszú vonalát a tokiói olimpiára.
Ezek az egységek fehér színűek voltak, az ablakok mentén kék csíkkal, valamint egy másik csíkkal a kocsiszekrény alján, beleértve az első és utolsó kocsik vezetőállásait is. A pályakotró lemezek szintén kék színűek.
A korábbi japán vonatokkal ellentétben (kivéve néhány, az Óu fővonalon és a Tóhoku fővonal normál nyomtávú szakaszán közlekedő vonatot) a Tókaidó Sinkanszen és az összes későbbi Sinkanszen-vonal 1435 mm-es normál nyomtávval épült. A vonatokat 25 kV váltakozó feszültségű, 60 Hz-es váltakozó áram hajtotta, valamennyi kocsi minden tengelyét 185 kW-os vontatómotorok hajtották, ami 220 km/h üzemi végsebességet biztosított.
Az eredeti vonatokat 12 kocsis szerelvényként állították forgalomba, néhány szerelvényt később 16 kocsira hosszabbítottak. Később rövidebb, hat, sőt négy kocsiból álló szerelvényeket állítottak össze kisebb feladatokra. A 0 sorozatú egységek gyártása 1963-tól 1986-ig tartott.
A Sinkanszen-szerelvényeket általában tizenöt-húsz év után selejtezik. Az utolsó megmaradt 0-sorozatú szerelvények hat kocsisak voltak, amelyeket a JR-West Kodama járatain használtak a Szanjó Sinkanszenen Sin-Oszaka és Hakata között, valamint a Hakata-Minami-vasútvonalon 2008. november 30-i kivonásukig.
A menetrend szerinti forgalomból való kivonást követően a JR-West 2008 decemberében több különleges Hikari-emlékjáratot is közlekedtetett. 2008. december 14-én 18:01-kor érkezett meg Hakata állomásra az R61-es szettel közlekedő Hikari 347-es, ezzel véget ért a 0 sorozatú vonatok 44 éves szolgálati ideje.

## Műszaki jellemzés
A Hikari (Fény) nevű, 220 km/h legnagyobb sebességű villamos motorvonatok maximum 16, egyenként 54 tonna tömegű acélkocsikból állhatnak, maximum 1323 ülőhellyel. De lehetséges a 4, 6 vagy 12 részes vonatösszeállítás is. A vonat első és utolsó kocsijában vezetőállás van. A felsővezeték a motorvonatot váltakozó árammal táplálja. A mindegyik kerékpárt külön-külön meghajtó villamos motorokat egyenáram működteti. Valamennyi kocsi valamennyi kerékpárja hajtott. A kocsinként beépített villamos motorok teljesítménye 740 kW. Üzembeállásakor a szerelvényeken a legkorszerűbb biztonsági berendezések voltak, és közlekedésüket központilag irányítják. A Tokió-Oszaka közötti 515 km-es utat 3 óra 10 perc alatt tették meg.

## Érdekességek
- Egy 0-s sorozatú vonófejet adományozott a JR West 2001-ben az egyesült-királyságbeli National Railway Museum-nak, egy másik vezérlőkocsi pedig a Kiotói vasúti múzeumban látható.